# Carol Wayne
Pour les articles homonymes, voir Wayne.
Carol Wayne est une actrice américaine, née le 6 septembre 1942  à Chicago et morte le 13 janvier 1985  à Manzanillo (Mexique).

## Filmographie partielle
- 1967 : Peter Gunn, détective spécial de Blake Edwards
- 1969 : La Party (The Party) de Blake Edwards
- 1979 : Scavenger Hunt de Michael Schultz
- 1982 : Savannah Smiles de Pierre De Moro
- 1984 : Atout Cœur de Bobby Roth